# 牛込惟浩
牛込 惟浩（うしごめ ただひろ、1936年5月26日 - 2016年4月9日）は、日本のメジャーリーグアナリスト、プロ野球スカウト。
東京府東京市（現東京都）足立区出身。愛称は「タッド」。

## 来歴
1955年から1959年まで、家業の牛乳販売業に従事し、1963年に早稲田大学法学部卒業後、入学した日米会話学院の院長から、1964年2月に大洋ホエールズの通訳アルバイトを紹介され、従事した。ディーン・ストーンの通訳アルバイト契約終了間際に、スカウト部長だった平山菊二から継続雇用を打診され、1964年4月に大洋球団に入社した。その後は通訳から、二軍・一軍マネジャー、広報を経て、渉外担当・スカウトに就任した。
スカウトとしては、クリート・ボイヤー、ジョン・シピン、フェリックス・ミヤーン、カルロス・ポンセ、ジム・パチョレック、ラリー・シーツ、ロバート・ローズ、グレン・ブラッグスら、ホエールズ・ベイスターズで活躍する外国人選手を次々と獲得に成功する。
1992年に理事に就任。球団顧問を経て、2000年1月に横浜ベイスターズを退団。退団後はMLBボストン・レッドソックスの極東スカウトに就任している。
その後はメジャーリーグアナリストとして、日本テレビで放送される日米野球中継の解説者を毎回務めていたほか、SKY PerfecTV!・TBSのMLB中継の解説、執筆活動を展開していた。
2016年4月9日、敗血症のため死去。79歳没。

## 実績
獲得した選手のうち、ミヤーン、パチョレック、ローズが首位打者、ポンセが本塁打王、ポンセ、シーツ、ローズが打点王を獲得して打撃三冠を制し、またボイヤー、シピン、ローズはゴールデングラブ賞を受賞（パチョレックは阪神移籍後の1992年に受賞）しているなど野手の獲得には輝かしい実績がある一方、投手の獲得には目立った実績はなく、ブレットの様な明らかな失敗例もある。
外国人選手獲得に当たっての留意事項としては、「海外（主にアメリカ）での数字は当てにならない」「自己PRビデオは（良い場面しか出ていないので）参考にならない」「性格の悪い選手はダメ」があった。

## 著書
- 『プロ野球 成功するスカウト術』
- 『サムライ野球と助っ人たち 横浜球団スカウトの奮闘記』
- 『サムライ野球と助っ人たち 旅日記編』

など